# Nom posthume
Un nom posthume (chinois simplifié : 谥号 ; chinois traditionnel : 謚號) est un nom honorifique donné notamment à des membres de familles royales ou à des nobles en Asie de l'Est après le décès de la personne. Il est utilisé presque exclusivement au lieu de son nom personnel ou des autres titres officiels accumulés au cours de sa vie. Le nom posthume est communément utilisé pour nommer les monarques chinois, coréens, vietnamiens et japonais.
Les noms posthumes en Chine et au Vietnam sont donnés pour honorer la vie de personnes n'ayant pas eu la chance d'hériter de titres, comme les courtisans.
Dans la tradition japonaise, un empereur est régulièrement nommé par son nom posthume qui, depuis l'empereur Meiji, nomme également l'ère de son règne. Une personne non membre de la famille impériale peut se voir donner un nom posthume bouddhiste (戒名, kaimyō), mais continue en pratique à être appelée par le nom utilisé de son vivant.
Un nom posthume ne doit pas être confondu avec le nom de période et le nom de temple.

## Histoire
Trouvant ses origines dans la dynastie Zhou, les noms posthumes sont utilisés environ 800 ans avant les noms de temple. La première personne à posséder un nom posthume est Ji Chang, nommé par son fils Ji Fa sous le nom de « Roi Civil ». Pratiquement tous les dirigeants des divers États de la dynastie Zhou sont uniquement connus sous leurs noms posthumes, puisque les documents historiques de l'époque suivaient cette règle. L'usage des noms posthumes s'interrompt à la dynastie Qin, lorsque Qin Shi Huang proclame qu'il est irrespectueux pour les descendants de juger leurs ancêtres. La pratique renaît sous la dynastie Han après la chute de l'Empire Qin. Les noms posthumes reflètent souvent la généalogie linéaire des générations et maintiennent la ligne de sang apparente.

## Chine

### Empereurs et impératrices
Tous les noms posthumes chinois pour les dirigeants se terminent par un ou deux des sinogrammes signifiant « Empereur », Huángdì (皇帝), qui peut être raccourci à Dì. Seuls un peu moins d'une douzaine de dirigeants sont nommés par Dì et aucun par Huáng.
Commençant avec l'Empereur Han Wendi, chaque empereur Han, à l'exception du premier de la dynastie des Han orientaux, a le sinogramme « filial » (孝 xiào) au début du nom posthume. « Filial » est également utilisé dans les noms posthumes complets de pratiquement tous les empereurs et impératrices des dynasties Tang, Song, Ming et Qing. Pour les empereurs Qing, 孝 xiào est placé dans une position variable dans la suite de sinogrammes, alors que pour les noms posthumes des impératrices, celui-ci est toujours placé à la position initiale.
Le nombre de caractères va croissant. Les empereurs de la dynastie Tang ont des noms posthumes comprenant entre sept et dix-huit caractères. Ceux de la dynastie Qing possèdent trente et un caractères. Par exemple, le nom posthume de l'Empereur Shunzhi est « L'Empereur de l'Ordre, qui Observe les Rites Célestes avec un Destin Solennel, Destiné à Unifier, Établit avec une Perspicacité Extrêmement Talentueuse, Admire les Arts, Manifeste l'Esprit, avec une Grande Vertu et une Immense Réussite, Atteint l'Humanité, Purement Filial » (體天隆運定統建極英睿欽文顯武大德弘功至仁純孝章皇帝,  : tǐ tiān lóng yùn dìng tǒng jiàn jí yīng ruì qīn wén xiǎn wǔ dà dé hóng gōng zhì rén chún xiào zhāng huáng dì).
La femme possédant le plus long nom posthume est l'Impératrice Cixi, qui est « l'Impératrice qui Admire la Piété Filiale, Initie la Bonté, avec une Santé Bénie, Manifeste Beaucoup de Contentement, Sincérité Solennelle, avec Longévité, Produit une Admiration Prospère, Révèle l'Adoration, Prospère avec un Ciel Joyeux, avec une Apparence Sacrée » (孝欽慈禧端佑康頤昭豫莊誠壽恭欽獻崇熙配天興聖顯皇后 xiào qīn cí xǐ duān yòu kāng yí zhāo yù zhuāng chéng shòu gōng qīn xiàn chóng xī pèi tiān xīng shèng xiǎn huáng hòu), ou 孝欽顯皇后 pour faire court.
Les noms posthumes peuvent être élogieux (褒字) ou non (貶字). Il existe un plus grand nombre de noms élogieux que de noms dépréciatifs, ce qui vaut au nom posthume l'appellation de nom respectueux (尊號 zūn hào) en chinois. Le Shiji de Sima Qian décrit les règles utilisées pour définir un nom posthume. Voici quelques indications :
- louanges :
  - ceux ayant une persistante et raisonnable gouvernance (剛強直理) sont appelés « Martial » (武 wǔ) (Il s'agit d'un des noms les plus honorables).
  - ceux qui ont sympathisé avec le peuple et reconnus leurs besoins (憫民會椅) sont appelés « Civil » (文 wén) (Il s'agit d'un des noms les plus honorables).
  - ceux qui respectent la justice (尊賢貴義) sont appelés « Révérend » (恭 gòng).
  - ceux qui sont bons et bienveillants envers la nature (溫柔賢善) sont appelés « Bienveillant » (懿 yì).
  - ceux qui aident le peuple justement (由義而濟) sont appelés « Admirable » (景 jǐng).
  - ceux qui traitent le peuple avec compassion (柔質慈民) sont appelés « Compatissant » (惠 huì).
  - ceux qui proscrivent destructions et purges cruelles (除殘去虐) sont appelés « Tang » (湯 tāng) (Peut-être nommés d'après le vénéré Cheng Tang (成湯), le fondateur de la dynastie Shang).
  - ceux qui satisfont le peuple avec leur politique (安民立政) sont appelés « Constructif » (成 chéng).
  - ceux qui sont attentionnés et clairvoyants (果慮果遠) sont appelés « Brillant » (明 míng).
  - ceux qui prêchent leur vertu et leur justice envers le peuple (布德執義) sont appelés « Majestueux » (穆 mù).
  - ceux qui sont agressifs pour étendre leur royaume (辟土服遠) sont appelés « Explorateur » (桓 huán).
  - « hautement (respecté) » (高 gāo) est particulièrement réservé pour les fondateurs de dynasties.
- railleries :
  - ceux qui vivent une courte vie sans réussite particulière (短折不成) sont appelés « Décédé Prématurément » (殤 shāng).
  - ceux qui ont un accès constant à la dépression (souvent due à une détresse politique) durant leur règne (在國遭憂) sont appelés « Pitoyable » (愍 mǐn).
  - ceux qui ont perdu leur épouse et sont décédés jeunes (蚤孤短折) sont appelés « Lamentable » (哀 āi).
  - ceux qui sont obligés de faire des sacrifices à leurs ancêtres (肆行勞祀) sont appelés « Plaintif » (悼 dào).

Cependant, la plupart de ces qualifications sont subjectives, répétitives et stéréotypées. Les noms sont donc choisis par quelqu'un arbitrairement. De tels noms sont généralement donnés par les historiens de la cour selon leurs bonnes ou mauvaises actions.

### Famille royale
Selon le système de noblesse en vigueur à partir de la dynastie Zhou, les membres de la famille immédiate de l'Empereur ont des titres de Rois (ou Princes), Ducs, Comtes, etc., avec ou sans réel pouvoir sur une région. Après sa mort, il pouvait être nommé par le même titre avec le nom posthume (généralement un seul sinogramme) inséré au milieu. Les sinogrammes utilisés sont souvent les mêmes que ceux des empereurs, avec la même signification que décrite précédemment. Par exemple, le Prince Gong de la dynastie Qin est nommé à titre posthume Loyal 忠, et est donc connu sous le nom 恭忠親王.

## Fonctionnaires
Il est parfois commun pour des personnes possédant un titre héréditaire, particulièrement pour les fonctionnaires érudits et les ministres, de se voir attribuer un nom posthume par la cour impériale. Les caractères utilisés sont sensiblement les mêmes que ceux des empereurs, avec la même signification. La longueur, cependant, est restreinte à un ou deux caractères.
Confucius possède de longs noms posthumes dans la plupart des principales dynasties. Un des plus communément utilisés est Zhìshèngxiānshī 至聖先師.
Une personne peut parfois avoir un nom posthume donné, non pas par la cour impériale, mais par sa famille ou ses disciples. Ces noms sont des noms posthumes privés (Sĩshì, 私諡). Par exemple, Tao Qian avait comme nom posthume privé Jìngjié 靖節.

## Empereur japonais
Les noms posthumes des empereurs japonais sont appelés teigō (帝号, litt. « noms d'empereur »). En plus de l'appellation Tennō (天皇, lit. souverain céleste, souvent traduit par Empereur), qui est une partie du nom posthume de tous les empereurs japonais, ce nom est souvent constitué de deux kanji, bien qu'un petit nombre soit constitué de trois. Certains noms sont donnés plusieurs générations plus tard, comme ce fut le cas pour les empereurs Jinmu et Antoku par exemple. Les autres ont eu un nom posthume directement après leur décès, comme l'empereur Monmu.
Plusieurs ont des noms de style chinois, par exemple :
- empereur Jinmu (神武天皇 Jinmu Tennō, lit. Esprit Divin)
- empereur Nintoku (仁徳天皇 Nintoku Tennō, lit. Vertu Humaine)
- empereur Ōjin (応神天皇 Ōjin Tennō, lit. Répondant aux Dieux)

Certains ont des noms de style japonais. Par exemple :
- ceux nommés selon l'endroit où l'empereur est né, a vécu ou qu'il a fréquenté :
  - empereur Saga (嵯峨天皇 Saga Tennō), nommé d'après un palais (院 in)
  - empereur Ichijō (一条天皇 Ichijō Tennō), nommé d'après une résidence officielle (邸 tei)
  - empereur Kōmyō (光明天皇 Kōmyō Tennō), nommé d'après un temple
  - empereur Higashiyama (東山天皇 Higashiyama Tennō), nommé d'après une colline
- ceux nommés selon ses caractéristiques admirables s'approchant de celles d'un empereur précédent en ajoutant Go (後, lit. dernier) comme préfixe du nom du précédent empereur :
  - empereur Go-Ichijo (後一条天皇 Go-Ichijō Tennō)
  - empereur Go-Daigo (後醍醐天皇 Go-Daigo Tennō)
  - impératrice Go-Sakuramachi (後桜町天皇 Go-Sakuramachi Tennō)
- ceux nommés en combinant les caractères de deux empereurs précédents :
  - impératrice Genmei (元明天皇 Genmei Tennō) + impératrice Genshō (元正天皇 Genshō Tennō) = impératrice Meishō (明正天皇 Meishō Tennō)
  - impératrice Shōtoku (称徳天皇 Shōtoku Tennō) + empereur Kōnin (光仁天皇 Kōnin Tennō) = empereur Shōkō (称光天皇 Shōkō Tennō)

Depuis la mort de l'empereur Meiji (明治天皇 Meiji Tennō) en 1912, le nom posthume d'un empereur est toujours le nom de l'ère associée. Par exemple, après sa mort, Hirohito (nom par lequel il est habituellement appelé hors du Japon) est formellement renommé empereur Shōwa (昭和天皇 Shōwa Tennō) d'après son ère. Les Japonais l'appellent désormais par ce nom. Hirohito était son prénom, mais la plupart des Japonais n'appellent jamais leurs empereurs par leur prénom, car c'est considéré comme une marque d'irrespect.

## Empereurs et rois coréens
Les Coréens utilisent le nom posthume à partir de l'ancien Empire coréen Gojoseon.
Voici les noms posthumes des empereurs Gojoseon.
- empereur Tangun (hangeul : 단군왕검 ; hanja : 檀君王儉)
- empereur Buru (hangeul : 부루 단군 ; hanja : 夫婁檀君)
- empereur Heuldal (hangeul : 흘달 ; hanja : 屹達)
- empereur Gumul (hangeul : 구홀 ; hanja : 丘勿)
- empereur Goyeolga (hangeul : 고열가 ; hanja : 古列加)